# 181. strelska divizija (ZSSR)
181. strelska divizija (izvirno rusko 181. стрелковая дивизия; kratica 181. SD) je bila strelska divizija Rdeče armade v času druge svetovne vojne.

## Zgodovina
Divizija je bila ustanovljena leta 1940 v Gulbeneju, bila uničena septembra 1941, ponovno ustanovljena in uničena avgusta 1942 v Kalaču. Tretjič je bila ustanovljena februarja 1943 v Čeljabinsku s preoblikovanjem 10. NKVD divizije.